# Wjatscheslaw Derkatsch
Wjatscheslaw Wassyljowytsch Derkatsch (ukrainisch В'ячесла́в Васи́льович Дерка́ч, wiss. Transliteration Vjačeslav Vasil'ovič Derkač; * 23. Juni 1976 in Pryluky, Oblast Tschernihiw, Ukrainische Sozialistische Sowjetrepublik, Sowjetunion) ist ein ehemaliger ukrainischer Biathlet.
1994 bestritt Derkatsch seinen ersten Wettkampf für die ukrainische Mannschaft im Biathlon-Weltcup. Er konnte bis jetzt zwei Podestplätze und sieben weitere Top-Ten-Platzierungen erreichen. Er nahm an vier Olympischen Spielen (1998, 2002, 2006 und 2010) teil, wobei seine besten Platzierungen ein 23. Platz im Einzel und ein siebter Platz mit der Staffel in Salt Lake City waren. Zwischen 1997 und 2005 nahm er bei allen Biathlon-Weltmeisterschaften teil, die großen Erfolge blieben jedoch aus. Ein 18. Platz im Sprint und zwei siebte Plätze mit der Staffel waren die besten Ergebnisse. Wjatscheslaw Derkatsch betreibt außerdem Sommerbiathlon. Mit der Staffel konnte er 2003 in Forni Avoltri den WM-Titel gewinnen.
Derkatsch ist mit der ukrainischen Biathletin Oksana Chwostenko verheiratet und hat einen Sohn. Zusammen leben sie heute in Tschernihiw. Im Jahr 2011 trat er als Leistungssportler aufgrund einer Hüftverletzung zurück.

## Biathlon-Weltcup-Platzierungen
Die Tabelle zeigt alle Platzierungen (je nach Austragungsjahr einschließlich Olympische Spiele und Weltmeisterschaften).
- 1.–3. Platz: Anzahl der Podiumsplatzierungen
- Top 10: Anzahl der Platzierungen unter den ersten zehn (einschließlich Podium)
- Punkteränge: Anzahl der Platzierungen innerhalb der Punkteränge (einschließlich Podium und Top 10)
- Starts: Anzahl gelaufener Rennen in der jeweiligen Disziplin
- Staffel: inklusive Mixed-Staffel

| Platzierung                      | Einzel | Sprint | Verfolgung | Massenstart | Team | Staffel | Gesamt |
| -------------------------------- | ------ | ------ | ---------- | ----------- | ---- | ------- | ------ |
| 1. Platz                         |        |        |            |             |      |         |        |
| 2. Platz                         |        |        |            |             |      | 1       | 1      |
| 3. Platz                         |        |        | 1          | 1           |      | 1       | 3      |
| Top 10                           | 2      | 3      | 3          | 2           |      | 41      | 51     |
| Punkteränge                      | 16     | 31     | 26         | 15          | 1    | 54      | 143    |
| Starts                           | 41     | 106    | 52         | 15          | 1    | 55      | 270    |
| Stand: nach der Saison 2009/2010 |        |        |            |             |      |         |        |

## Nachweise
1. ↑  Pressemitteilung auf www.biathlonworld.com (Memento vom 3. Januar 2014 im Internet Archive)

| Personendaten    | Personendaten                                                                       |
| ---------------- | ----------------------------------------------------------------------------------- |
| NAME             | Derkatsch, Wjatscheslaw                                                             |
| ALTERNATIVNAMEN  | Derkach, Vyacheslav                                                                 |
| KURZBESCHREIBUNG | ukrainischer Biathlet                                                               |
| GEBURTSDATUM     | 23. Juni 1976                                                                       |
| GEBURTSORT       | Pryluky, Oblast Tschernihiw, Ukrainische Sozialistische Sowjetrepublik, Sowjetunion |